# Steffen Korell
Steffen Korell (* 27. Oktober 1971 in Zweibrücken) ist ein ehemaliger deutscher Fußballspieler.

## Leben
Der 1,80 m große Defensiv-Allrounder spielte in der Jugend für den SV Bottenbach. Seine Profilaufbahn startete in der Saison 1990/91 beim damaligen Zweitligisten FC 08 Homburg. Für den SC Freiburg und Borussia Mönchengladbach bestritt er insgesamt 117 Bundesligaspiele und 190 Zweitligaspiele. Aufgrund eines Knorpelschadens beendete Korell am 2. Februar 2005 seine aktive Karriere.
Danach war Korell als Teammanager Teil des sportlichen „Kompetenzteams“ bei der Borussia, das neben ihm unter anderem Sportdirektor Max Eberl umfasste. Als Bindeglied zwischen Mannschaft und sportlicher Leitung unterstützte er vor allem neue Spieler: Er half bei Behördengängen und bei der Wohnungssuche und organisierte bei Bedarf Deutschkurse. Er schaute sich die Spiele der Borussia von der Tribüne aus an und unterstützte die Spielanalyse des Trainers. Außerdem wurde Korell zur Beobachtung von kommenden Gegnern oder potenziellen künftigen Spielern eingesetzt. Darüber hinaus organisierte er Testspiele sowie Sommer- und Wintertrainingslager. 
Derzeit ist Korell als Leiter der Scoutingabteilung von Borussia Mönchengladbach tätig. Die Aufgaben des Teammanagers hat nach Ablauf der Saison 2017/18 Christofer Heimeroth übernommen. Nach dem Rücktritt von Max Eberl im Januar 2022 übernahm Korell übergangsweise das Amt des Sportdirektors.
Korell ist Industriekaufmann und Geprüfter Sportfachwirt. Er ist verheiratet und hat einen Sohn.